# Oslobođenje

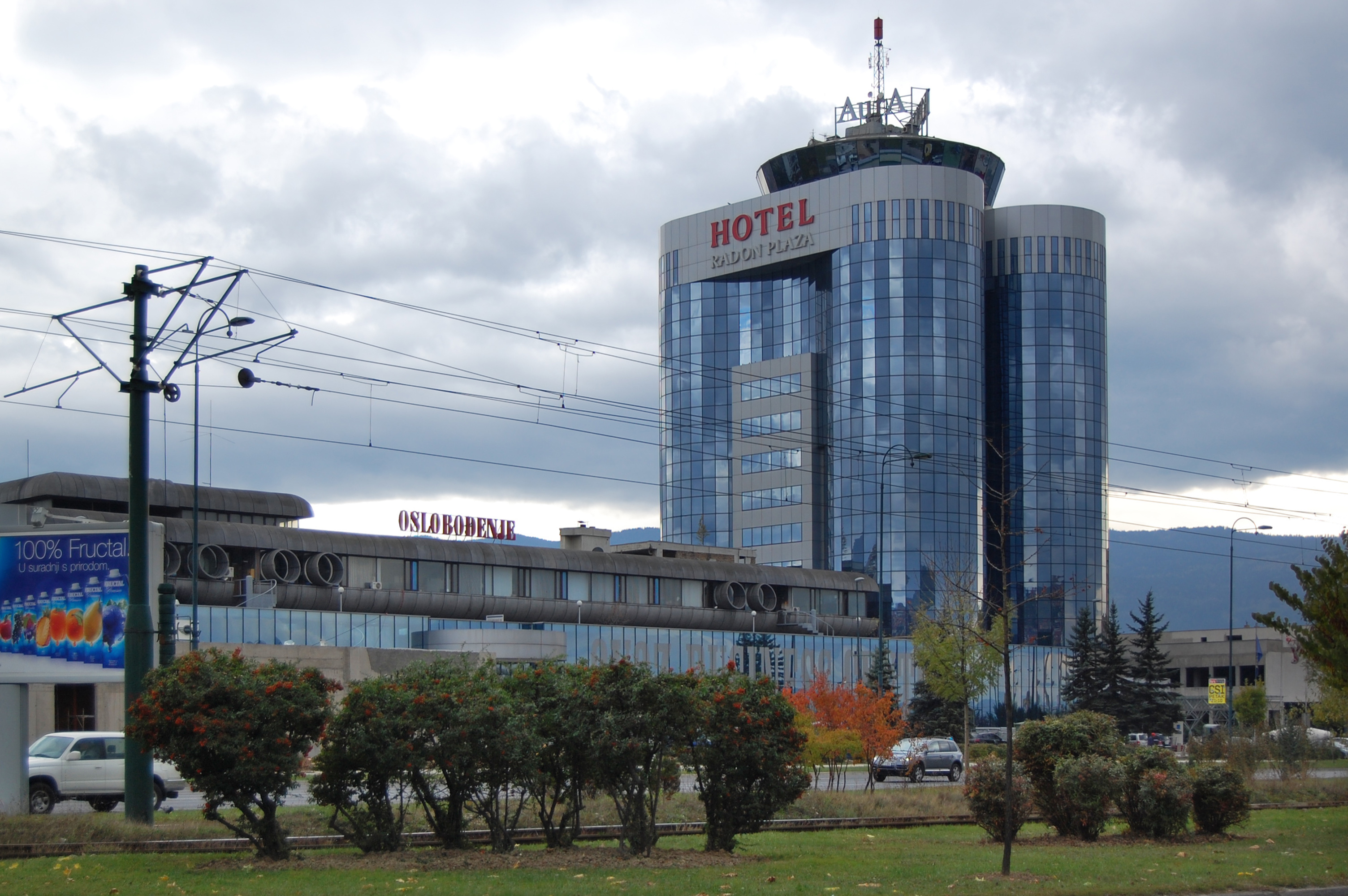
Oslobođenje (2011)

Die Oslobođenje (deutsch Befreiung) ist eine in Sarajevo erscheinende Tageszeitung. Der Name bedeutet übersetzt „Die Befreiung“.
Die Oslobođenje wurde während des Zweiten Weltkriegs von jugoslawischen Partisanen gegründet und erschien erstmals am 30. August 1943 in Trnova (nahe Bijeljina); kriegsbedingt erschien sie zunächst unregelmäßig (ca. zweimal monatlich) an wechselnden Orten, u. a. vom 7. Oktober 1944 bis zum 9. April 1945 in Jajce. Ab der Ausgabe Nr. 30 vom 12. April 1945 erschien sie wöchentlich in Sarajevo, seit dem 1. Januar 1947 täglich. Bis in die 1970er Jahre war sie die auflagenstärkste Tageszeitung der SR Bosnien-Herzegowina. Auf den Seiten der Oslobođenje wurden die Lateinschrift und die Kyrillische Schrift abwechselnd eingesetzt.

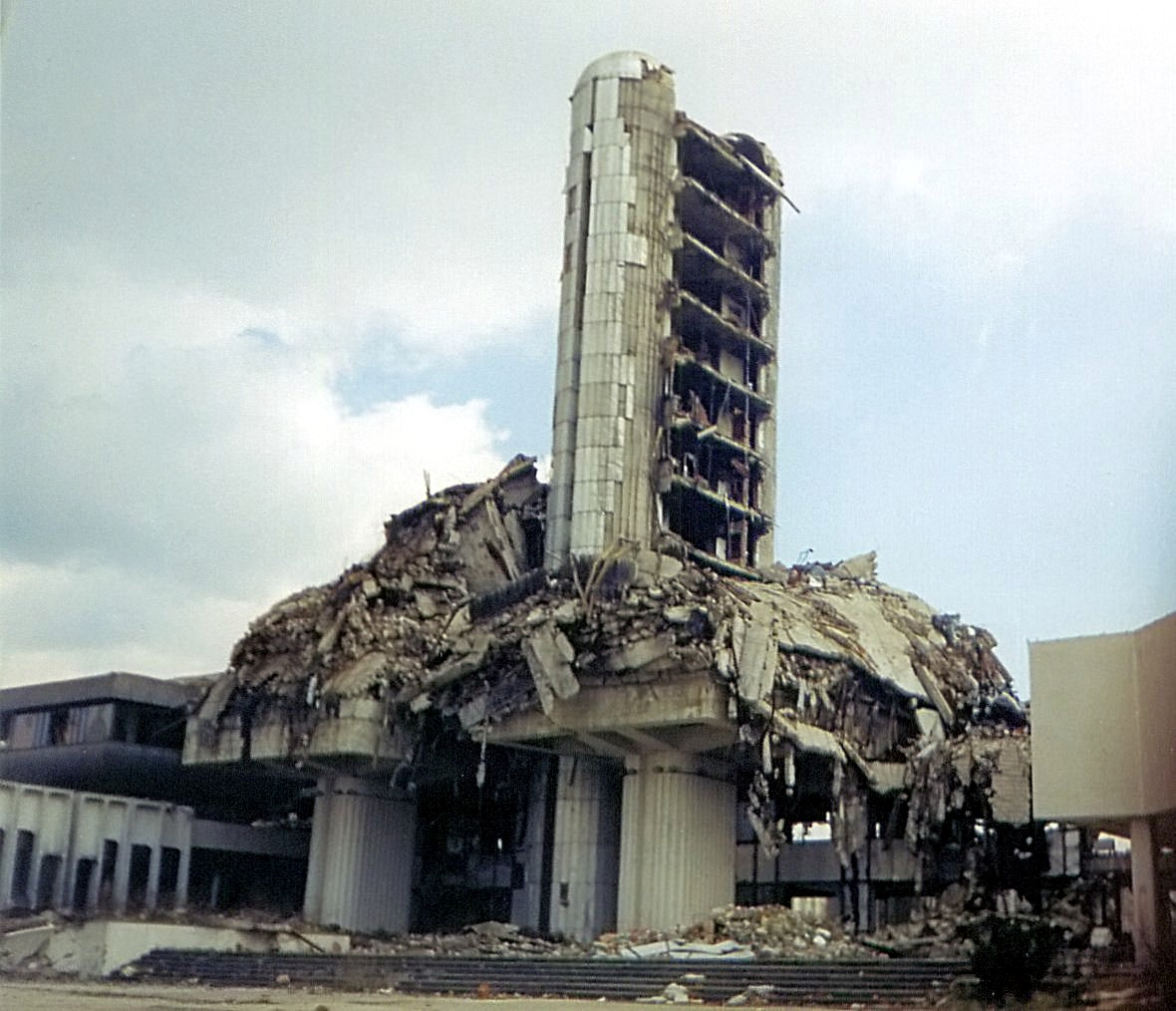
Das im Bosnienkrieg zerstörte Gebäude der Oslobođenje (1997)

Kurz nach Beginn des Bosnienkrieges wurde das Gebäude der Zeitung am 20. Juli 1992 zerstört, die Zeitung konnte jedoch im Luftschutzkeller des Gebäudes weiterproduziert werden. 5 Mitarbeiter starben im Krieg, 25 wurden verletzt. Die Oslobođenje beschäftigte weiterhin Redakteure aus allen Volksgruppen und vertrat eine antinationalistische, linksliberale Position. Sie bzw. ihre Herausgeber Kemal Kurspahić und Gordana Knezević wurden mit zahlreichen Preisen ausgezeichnet, unter anderem 1993 mit dem Sacharow-Preis und dem Bruno Kreisky Preis für Verdienste um die Menschenrechte. Im weiteren Verlauf des Krieges war allerdings ein zunehmender Einfluss nationalistischer Positionen bemerkbar. Redaktionschef Zlatko Dizdarević gewann mehrere internationale Auszeichnungen, darunter: „Reporter ohne Grenzen – Fondation de France“ in Paris, den „Bruno-Kreisky“-Preis für Menschenrechte in Wien und den „Paolo-Borssalino“-Preis für journalistischen Mut in Rom.
Ab März 1993 erschien eine wöchentliche Auslandsausgabe für in Westeuropa lebende Gastarbeiter und Flüchtlinge, diese wurde 1996 in Svijet (Die Welt) umbenannt.
Haupteigentümer der Oslobođenje sind seit 2006 die Tabakfabrik Fabrika Duhana Sarajevo und die Brauerei Sarajevska Pivara.
| Auflagenhöhe der Oslobođenje | Auflagenhöhe der Oslobođenje |
| Jahr                         | Auflagenhöhe                 |
| ---------------------------- | ---------------------------- |
| 1953                         | 35.000                       |
| 1966                         | 64.000                       |
| 1989                         | 49.296                       |
| 1995                         | ca. 3.500                    |
| 2005                         | ca. 20.000                   |

## Chefredakteure und Herausgeber
- 1943: Rodoljub Čolaković (1900–1983)
- Dezember 1943 bis September 1945: Vilko Vinterhalter (1909–1970)
- 1988 bis 1994: Kemal Kurspahić (1946–2021) und Gordana Knezević (* 1950, Stellvertreterin)
- 2001–2008: Senka Kurtović (* 1967)
- seit 2008: Vildana Selimbegovic (* 1963)